# Celos (película de 1946)
Celos, también exhibida como El infierno de los celos, es una película argentina de 1946, dirigida por Mario Soffici sobre el guion de Tulio Demicheli según la novela La sonata a Kreutzer (1889) de León Tolstói protagonizada por Pedro López Lagar y Zully Moreno. Estrenada en Buenos Aires el 23 de agosto de 1946. Ganadora de cuatro premios entre ellos el Cóndor de Plata como mejor película de 1947.

## Sinopsis
Trata la doble moral presente en el matrimonio y el alejamiento en la pareja.

## Actores
- Pedro López Lagar (Pablo)
- Zully Moreno (Luisa)
- Juan José Míguez (Roberto)
- Ricardo Galache ...
- Federico Mansilla (Abogado)
- Gloria Bayardo (Madre de Luisa)
- Carlos Belluci (José)
- Adela Adamowa (Selva)
- Amadora García
- Salvador Sinaí
- Félix Tortorelli (Camarero en tren)
- Fina Suárez
- Fernando Campos (Mucamo)
- Rafael Diserio (Médico)
- Tito Grassi
- María Ferez
- Julia Sandoval (Doncella María)
- Pura Díaz (Mujer en museo)
- Carmen Giménez (Mujer en cabaña)
- Gonzalo Palomero
- Federico Mansilla
- Nicolás Taricano
- Vicente Rossi
- Herminio Bayini
- Ángel D'Amato
- Carlos Rivas

## Comentarios
Calki en El Mundo opinó que se trataba de un:

”Intenso drama psicológico bien realizado.”

Por su parte La Nación dijo en su crónica:

”Calidad e interés narrativo…matices muy finos de observación y de análisis…Pedro López Lagar realiza una de sus interpretaciones más convincentes…Zully Moreno en la juvenil esposa…pone natural sentimiento.”

## Premios
- Premios Cóndor de Plata (1947): mejor película, mejor director, mejor guion adaptado y mejor actor (López Lagar).